# Gerd von Rundstedt
Karl Rudolf Gerd von Rundstedt (n. 12 decembrie 1875, Aschersleben, Saxonia-Anhalt, Germania – d. 24 februarie 1953, Hannover, RFG) a fost un Generalfeldmarschall al Armatei germane în timpul celui de-al doilea război mondial.  A deținut unele dintre cele mai înalte poziții de conducere militară pe câmpul de bătălie, în toate fazele războiului. A fost deținut de autoritățile britanice care l-au anchetat în legătură cu crimele de război pe care le-a comis. A fost eliberat în 1948 și a revenit în Germania, unde a trăit până la moartea sa.   

## Familie
La 22 ianuarie 1902 von Rundstedt s-a căsătorit cu Luise Bila von Götz (d. 1952).  Au avut doar un copil, Hans Gerd von Rundstedt (1903 - 1948).

## Sumar al carierei militare

### Datele acordării gradelor militare
- Fähnrich, absolvent al școlii de ofițeri - 22 martie 1892
- Leutnant, locotenent - 1 ianuarie 1899kl
- Oberleutnant, locotenent major - 1 octombrie 1902
- Hauptmann, căpitan - 22 martie 1909
- Major, major - 22 noiembrie 1914
- Oberstleutnant, locotenent-colonel - 1 octombrie 1920
- Oberst, colonel - 1 februarie 1923
- Generalmajor, general maior - 1 noiembrie 1927
- Generalleutnant, general locotenent - 1 martie 1929
- General der Infanterie, general de infanterie - 1 octombrie 1932
- Generaloberst, general colonel - 1 martie 1938
- Generalfeldmarschall, feldmareșal - 19 iulie 1940

A fost decorat pe 19 septembrie 1941 cu Ordinul „Mihai Viteazul” cl. III-a și cl. II-a „pentru modul strălucit cum a pregătit și condus operațiunile, care în colaborare cu forțele române a sdrobit rezistența bolșevicilor, contribuind astfel la liberarea pământului românesc răpit de dușman”.

## Decorații
- Crucea de Fier, versiunea Imperiului - clasele a II-a și a I-a (ambele în 1914)
- Prussian Crown Order 4th. Class (?)
- Knight's Cross (1939)
- Oak Leaves (1944)
- Swords (1945)
- Prussian Royal House Order of Hohenzollern Knight's Cross with Swords (1917)
- Bavarian Military Merit Order 4th Class with Swords and Crown (9 august 1915)
- Saxon Albert Order Knight 1st Class with Swords (?)
- Sudetenland Medal (1938)
- Schwarzburg Honor Cross 3rd Class (?)
- Lippe War Merit Cross (?)
- Waldeck Merit Cross (?)
- Turkish War Medal (?)
- Order of the Crown of Italy, Grand Cross (1938)
- Clasp to the Iron Cross Second (1939) and First (1939) Classes
- Cross of Honor (1934)
- Armed Forces Long Service Award with 40 year Clasp(?)
- Ordinul Militar „Mihai Viteazul” cl. III-a și cl. II-a (19 septembrie 1941)[6]
- Ordinul Mihai Viteazul cl. 1 (1942)
- Boxer Rebellion Service Medal (1902)
- Citat de șase ori pe Ordin de zi pe armată